# Cayo Juan García
Cayo Juan García är en ö i Kuba.   Den ligger i provinsen Isla de la Juventud, i den västra delen av landet, 180 km sydväst om huvudstaden Havanna. Arean är 10,3 kvadratkilometer.
Terrängen på Cayo Juan García är mycket platt. Öns högsta punkt är 15 meter över havet. Den sträcker sig 6,0 kilometer i nord-sydlig riktning, och 11,8 kilometer i öst-västlig riktning.
Tropiskt monsunklimat råder i trakten. Årsmedeltemperaturen i trakten är 25 °C. Den varmaste månaden är augusti, då medeltemperaturen är 27 °C, och den kallaste är januari, med 22 °C. Genomsnittlig årsnederbörd är 1 510 millimeter. Den regnigaste månaden är juni, med i genomsnitt 277 mm nederbörd, och den torraste är december, med 42 mm nederbörd.
På ön hittades under 1970-talet bäverråttan Mesocapromys sanfelipensis. Senare gjordes inga observationer och IUCN befarar att arten är utdöd.